# Bossard Arena
La Bossard Arena è lo stadio del ghiaccio principale della città di Zugo, in Svizzera, e a partire dal 2010 ospita le partite casalinghe della squadra locale, l'EV Zug, militante in Lega Nazionale A.
Sostituisce la vecchia Eishalle Herti, costruita nel 1967 e abbattuta per fare spazio al nuovo palazzetto. Al suo interno può contenere 7.015 spettatori, di cui 4.280 sono posti a sedere. All'interno della struttura trovano spazio anche negozi e ristoranti.